# Sopas tostadas
Las sopas tostadas (aparece frecuentemente la denominación sopas tostás o galianos) son un plato de sopas elaborado en cazuela de barro. El pan empleado en la elaboración de estas sopas debe proceder de hogaza (sollapa) y patatas cortadas en panaderas que previamente se tuestan en manteca de cerdo. 

## Características
Se elabora a partir de unas sopas a la que se añade un sofrito mezcla de ajo y pimentón que se elabora  bien sea con aceite o manteca derretida por el calor y que se vierte sobre las sopas calientes. Las sopas se suelen tomar de diversas formas pero cabe resaltar que en el campo se suelen comer con cuchara de madera. 